# Gunung Tua (Tanah Pinem)
Gunung Tua is een bestuurslaag in het regentschap Dairi van de provincie Noord-Sumatra, Indonesië. Gunung Tua telt 443 inwoners (volkstelling 2010).